# Marjan Dolenc
Marjan Dolenc, slovenski ekonomist in politik * 15. februar 1930, Žiri, † 5. december 1981, Ljubljana.

## Življenje in delo
Diplomiral je na ljubljanski Ekonomski fakulteti in prav tam tudi magistriral (1975). Strokovno se je izpopolnjeval na pensilvanski univerzi v ZDA. V letih 1956−1969 je bil raziskovalec na Inštitutu za ekonomska vprašanja v Ljubljani, nato 1969-1973 član Izvršnega sveta Skupščine Socialistične republike Slovenije, nato 1973-1981 direktor omenjenega inštituta. V raziskovalnem delu se je posvetil uvajanju input-output analize v samoupravnem družbenem planiranju in prvi na Slovenskem izdelal regionalne medsektorske tabele za slovensko gospodarstvo. Med njegovimi študijami je pomemben Medresorski planski model slovenskega gospodarstva. (COBISS) Dolenc je z raziskovalnim delom prispeval k vsebinski in organizacijski ureditvi raziskovalnega dela na področju kvantitativnih narodnogospodarskih analiz.